# Saint-Jean-Ligoure

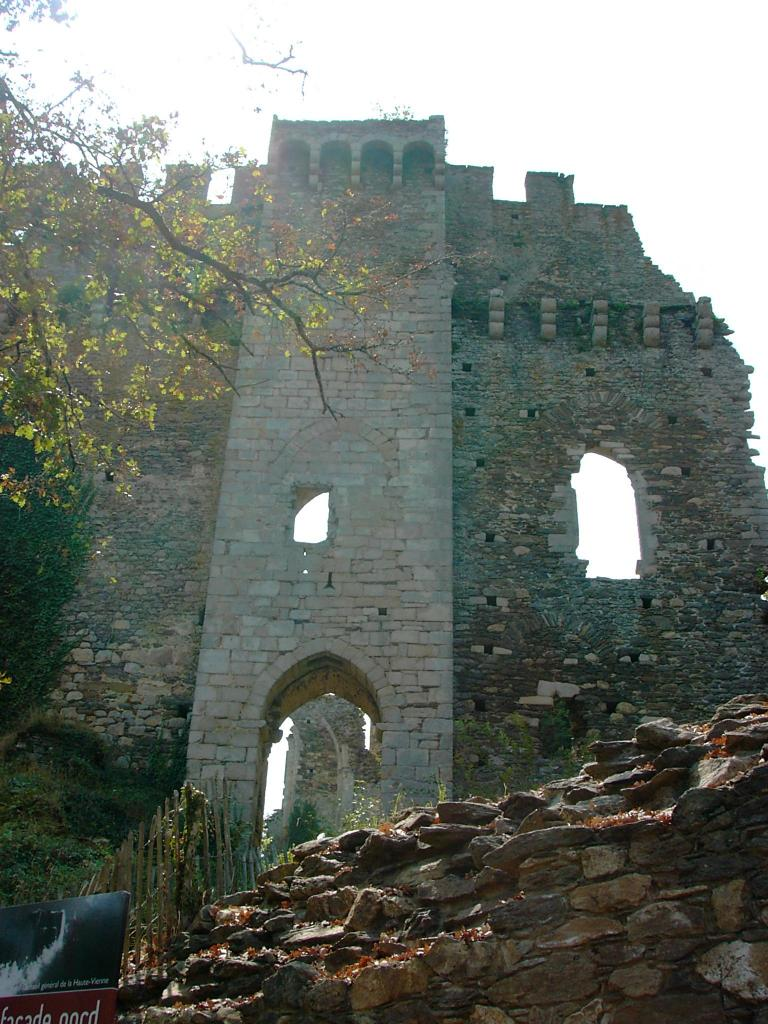
Zabytkowe ruiny zamku Chalucet w gminie Saint-Jean-Ligoure (2006)

Saint-Jean-Ligoure – miejscowość i gmina we Francji, w regionie Nowa Akwitania, w departamencie Haute-Vienne.
Według danych na rok 1990 gminę zamieszkiwało 436 osób, a gęstość zaludnienia wynosiła 14 osób/km² (wśród 747 gmin Limousin Saint-Jean-Ligoure plasuje się na 280. miejscu pod względem liczby ludności, natomiast pod względem powierzchni na miejscu 157.).

## Populacja

Populacja Saint-Jean-Ligoure w latach 1962–2008